# 3 Alfa manobioza
3α-Manobioza je disaharid koji se sastoji od dva molekula manoze povezana α(1→3) glikozidnom vezom.

## Literatura
- Lindhorst, Thisbe K. (2007). Essentials of Carbohydrate Chemistry and Biochemistry (1. изд.). Wiley-VCH. ISBN 978-3-527-31528-4.
- Robyt, John F. (1997). Essentials of Carbohydrate Chemistry (1. изд.). Springer. ISBN 978-0-387-94951-2.